# Cherish the Ladies
Pour les articles homonymes, voir Cherish (homonymie).

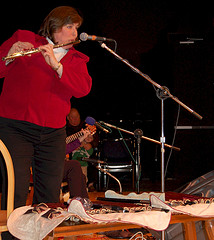
Joanie Madden, leader du groupe

Cherish the Ladies est un groupe de musique Irlando-Américain exclusivement féminin. Le groupe a été constitué en 1985 à New York. Le leader, Joanie Madden, chante, et joue de la flûte et du tin whistle. Les autres membres jouent un large éventail d’instruments traditionnels. Leurs albums contiennent à la fois des morceaux instrumentaux et vocaux.
Le nom Cherish the Ladies est emprunté à un air irlandais (une double jig), enregistré en particulier par The Chieftains dans l’album The Chieftains 4.

## Biographies
Joanie Madden, dont les parents sont irlandais, a gagné le championnat national senior de tin whistle (All-Ireland Championship) en 1984.
Winifred Horan a simultanément fait partie du groupe Solas.
Cathie Ryan, Heidi Talbot et Maureen Doherty Macken ont également fait partie du groupe.
Roisin Dillon est née à Belfast, en Irlande du Nord, avant de s’installer aux États-Unis. Son père, Eamonn, lui a enseigné le tin whistle dès 11 ans. Après s’être classée 2e à 15 ans, puis 1re à 15 ans dans des championnats nationaux de tin whistle, elle préfère adopter le fiddle comme instrument principal. Roisin participe à 18 ans à une tournée de trois mois aux États Unis, puis décide de s’y installer définitivement. Elle est principalement influencée par le style de violon du Nord, tel qu’il est joué par Tommy Peoples ou Johnny Doherty.
Cherish the Ladies a fait des tournées en Amérique du Nord et du Sud, au Royaume-Uni et en Europe. Sur scène, elles sont habituellement accompagnées de danseurs. Leur album The Girls Won't Leave the Boys Alone diffère des autres parce qu'il est composé presque exclusivement de chansons. Il bénéficie également de la contribution d’artistes invités, tels Arlo Guthrie, Tom Chaplin, Pete Seeger, Eric Weissberg, Matt Molloy et The Clancy Brothers.

## Membres du groupe
Les membres actuels du groupe sont
- Joanie Madden : flûte, tin whistle et chant
- Mary Coogan : guitare, banjo, mandoline
- Mirella Murray : fiddle
- Roisín Dillon : fiddle
- Michelle Burke : chant
- Kathleen Boyle : piano

Dans le passé, le groupe a bénéficié de la participation de Aoife Clancy, Siobhan Egan, Winifred Horan, Eileen Ivers, Liz Knowles, Donna Long, Maureen Doherty Macken, Mary Rafferty, Marie Reilly, Cathie Ryan et Heidi Talbot.

## Discographie
- Cherish the Ladies (1985)
- The Back Door (1992)
- Out and About (1993)
- New Day Dawning (1996)
- Live! (1997)
- One and All: The Best of Cherish the Ladies (1998)
- Threads of Time (1998)
- At Home (1999)
- The Girls Won't Leave the Boys Alone (2001)
- Across the Waves (2004)
- On Christmas Night (2004)
- Woman of the House (2005)
- A Star In The East (2009)
- Country Crossroads (2011)
- An Irish Homecoming, Live from Bucknell (2013)
- Christmas in Ireland (2015)
- Heart Of The Home (2018)